# M24狙擊手武器系統
M24狙擊步槍（M24 SWS，Sniper Weapon System—狙击手武器系统）是雷明登700步槍的衍生型，提供給軍隊及警察用戶，在1988年正式成為美国陸軍的制式狙击步枪，以色列國防軍（IDF）亦有裝備。
911事件之後，美軍在全球的軍事行動不斷升級，美軍逐漸陷入各種城市戰治安戰的泥潭中。因M24槍身太長，不能快速打擊城區中距離同時出現的多個目標，於是計畫於2010年前以半自動的M110狙擊步槍逐步地取代M24，將剩餘的M24更換槍機和槍管以配合.300 Winchester Magnum彈藥來提供更遠射程，然而，到了 2010 年 2 月，美國陸軍因為M110狙擊步槍射擊精度遠不如M24而沒有完成這項汰舊計畫，並向雷明頓採購M24繼續服役，於2010 年 9 月 研發出改進版本M24E1又名XM2010。
美國海軍陸戰隊也有裝備雷明登700步槍的衍生型，命名為M40狙擊步槍。M40和M24的主要分別是M24可發射較長的.300 Magnum的枪机座，.300 Magnum火力及射程比7.62×51毫米北約弹藥更大。由於M24套裝配備瞄准镜及其他配件，所以命名為狙击手武器系统。

## 規格
- 瞄凖鏡：10×42 Leupold Ultra M3A固定倍率瞄准镜（密位点），可拆式金屬製緊急照門（由Redfield Palma International製造）
- 枪管：右旋，11.2寸（284毫米），自由浮動式槍管
- 槍托：由HS Precision制造-枪托底板可调
- 精確度：M118彈—1.5 角分（MOA），M118LR彈—1 角分，比賽級彈藥—0.50 角分

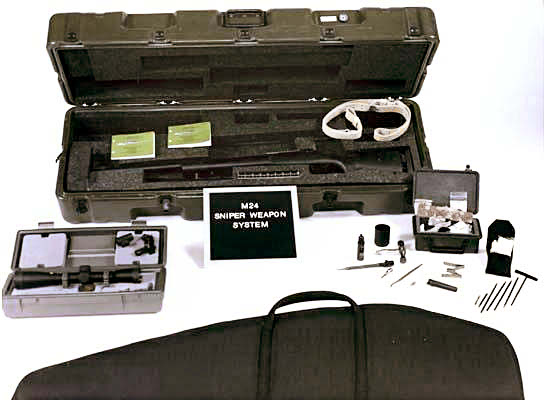
M24 SWS完整套裝
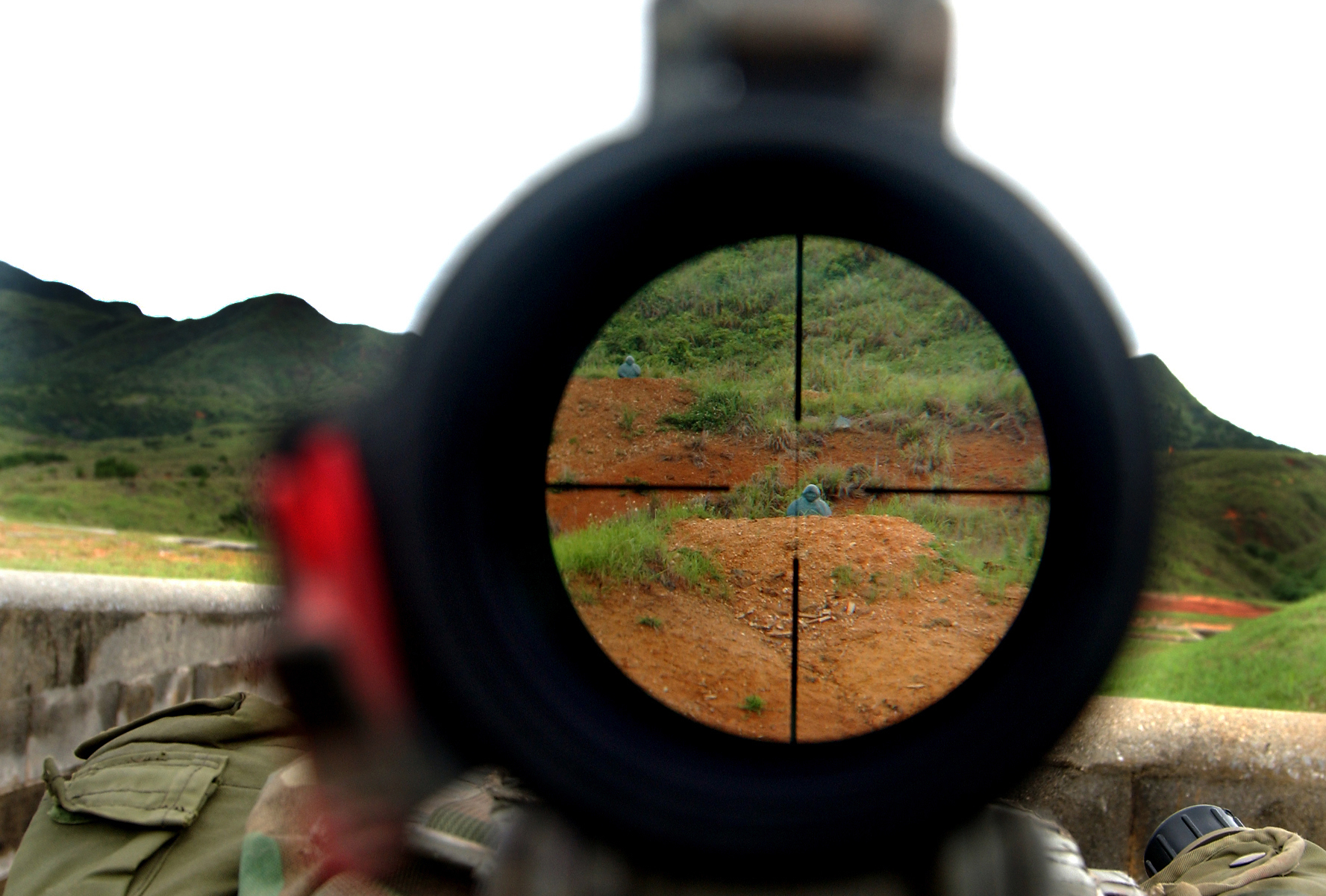
M24 SWS的密位点瞄凖鏡

## 衍生型

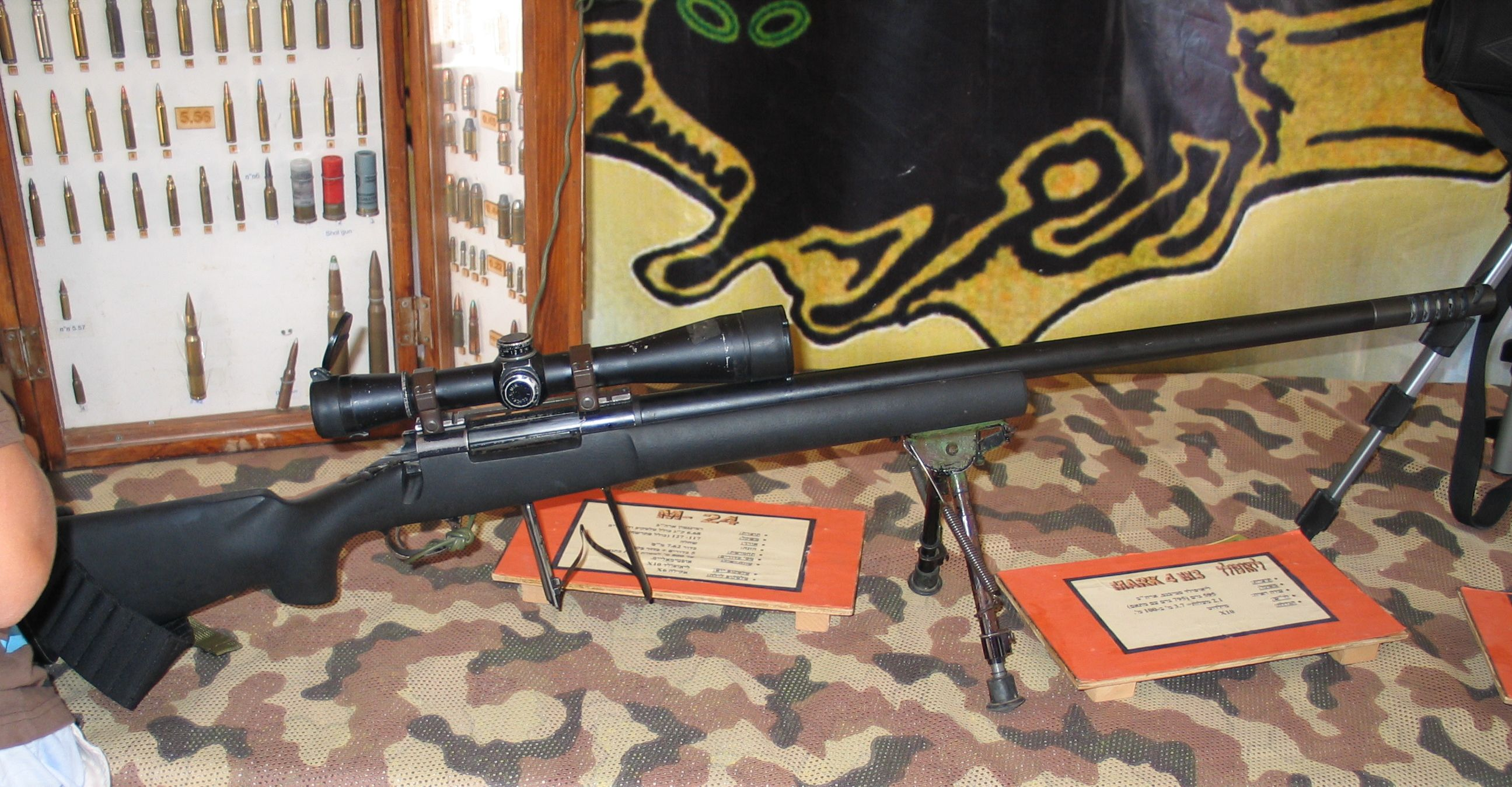
以色列国防軍的M24 SWS。

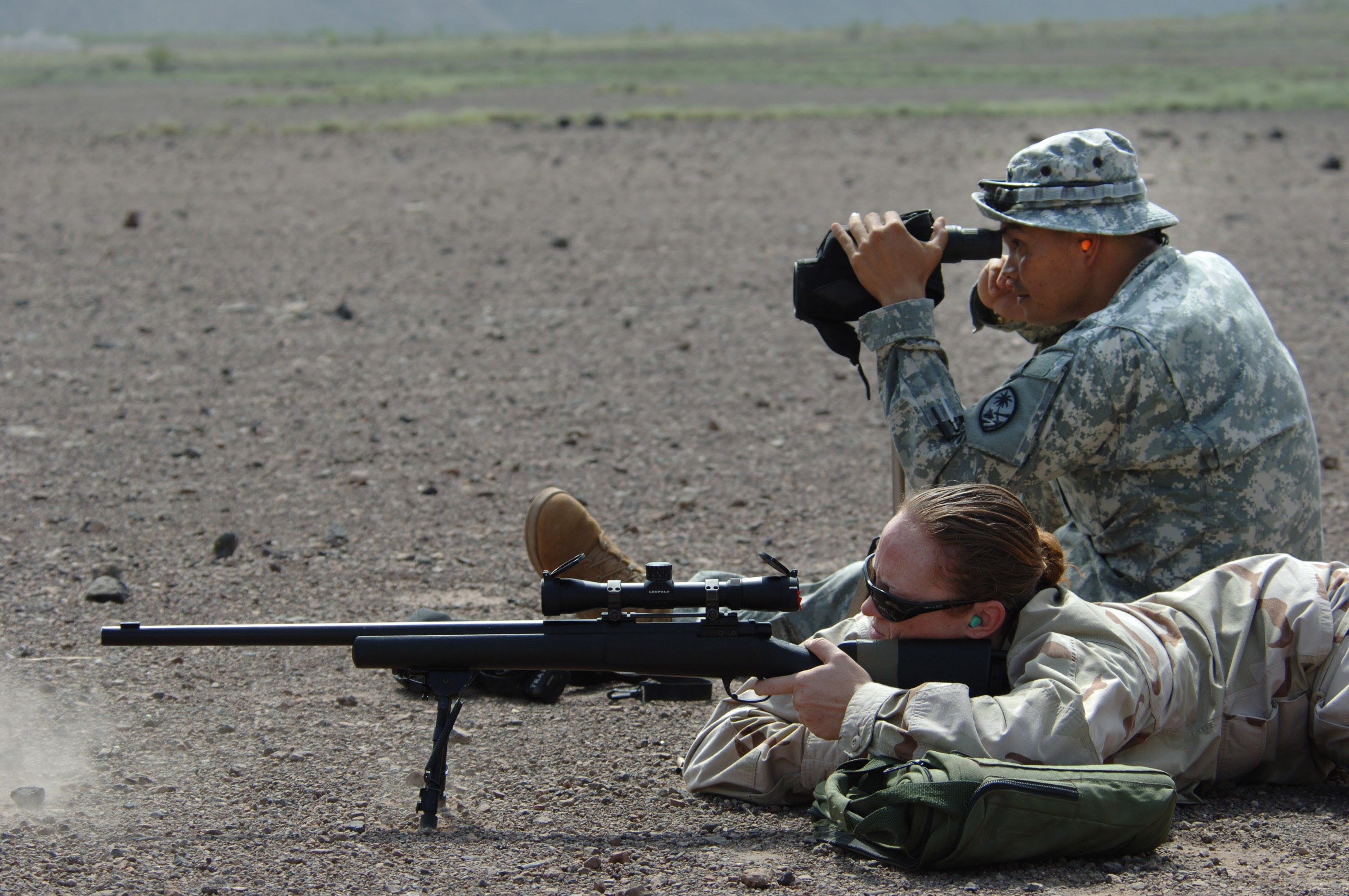
M24狙擊組

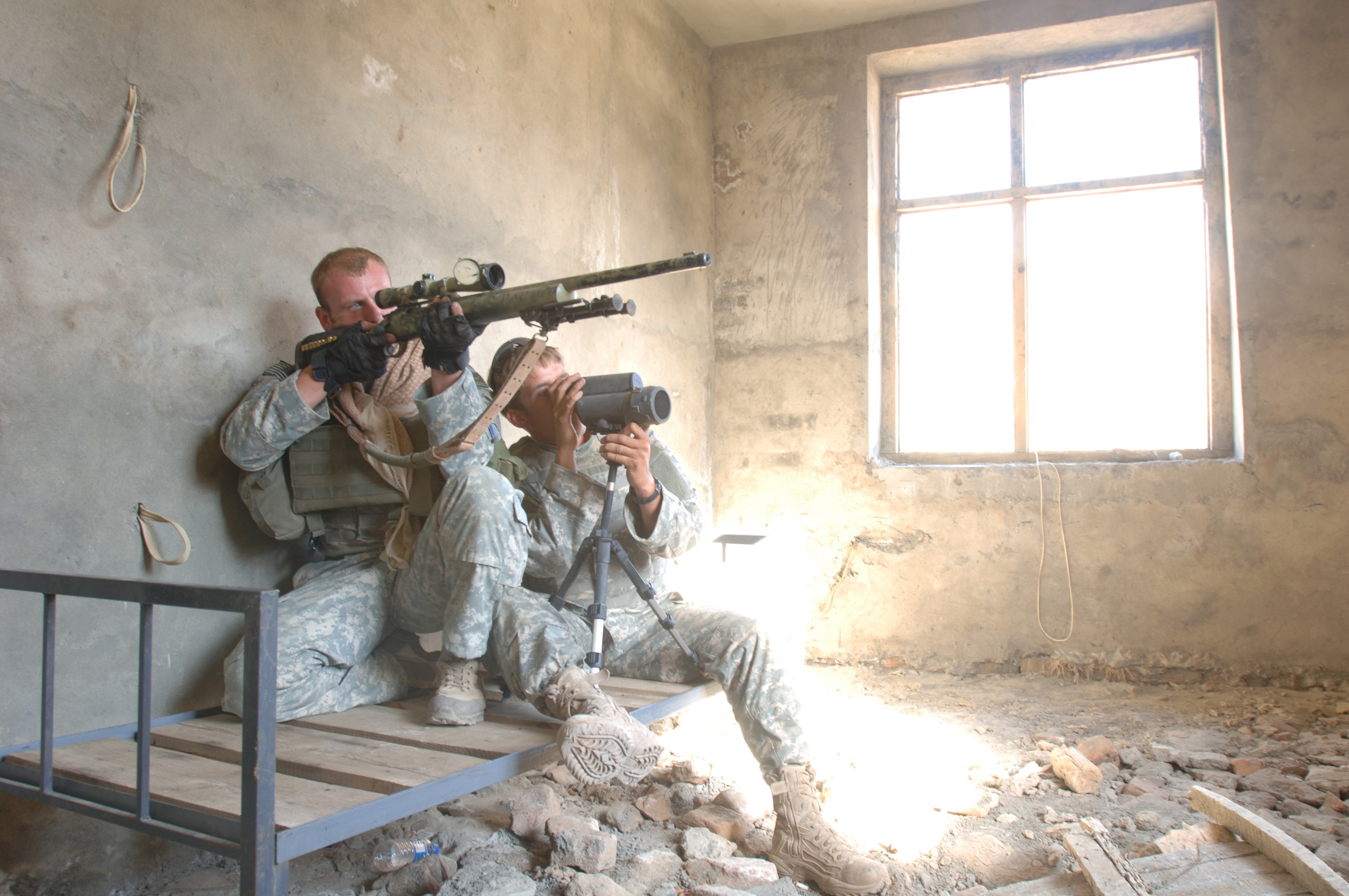
2006年，在阿富汗賈拉拉巴德執行任務的美國陸軍狙擊小隊。

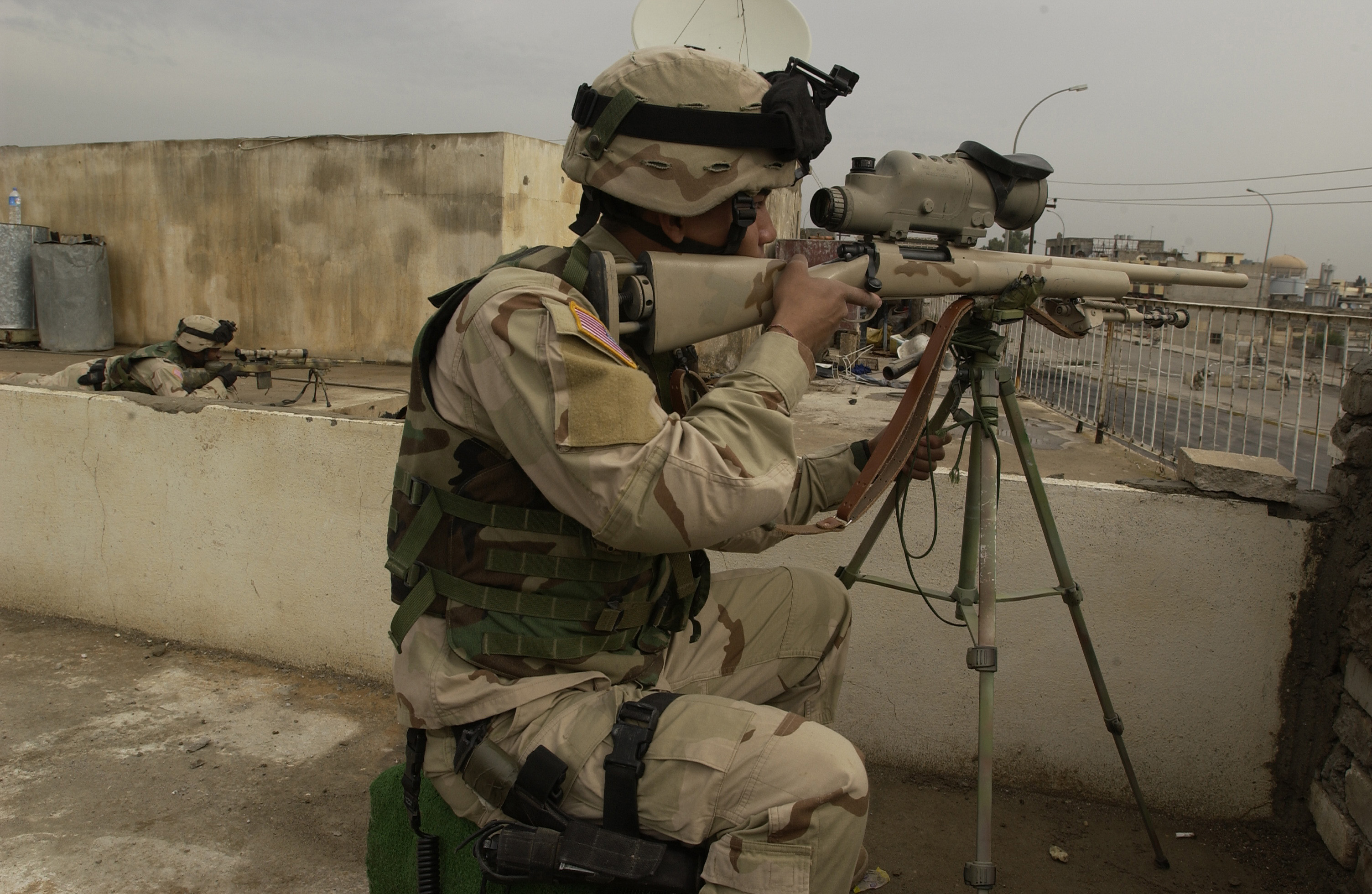
伊拉克戰爭中使用三腳架的狙擊兵

### M24A2
雷明登推出了M24的改進型号，名為M24A2。A2版本主要改進是：
- 改為10發可拆式彈匣
- 改為MARS（Modular Accessory Rail System）模組配件導軌系統
- 修改設計的槍管可裝上消聲器
- 槍托加裝高度可調的托腮版

### M24A3
- 改為五發可拆式彈匣
- 改為發射.338 Lapua Magnum[4]

### XM2010 (M24E1)
槍管、槍托、槍口都與原本的M24不同。
但仍然沿用MSR模組化狙擊槍的部分設計，基本架構仍是雷明登M700槍系
採用MK 248 MOD1 .300口徑（7.8公厘）麥格農（Winchester Magnum）彈藥
- 使用 610 毫米（24 英寸）長、254 毫米（1 英寸 10 英寸）扭曲率 (5R) 錘式鍛造槍管
- 安裝新的可縮短折疊式槍托，最大限度地增加狙擊手的物理調整量，以提供更好的用戶定制貼合度。
- 改為快拆式槍口，使其能夠快速安裝消音器或制退器。
- 先進的耐腐蝕塗層

根據 Remington Arms 的說法，每支步槍都經過測試，以滿足至少在200碼射擊精確度 ≤ 1 MOA 的要求。
美國陸軍於 2011 年 5 月決定以XM2010逐步取代部分老舊的M24，共訂購了2,558 支 XM2010 增強型狙擊步槍。
於 2014 年 4 月 25 日 美國陸軍完成第 2,558 把 XM2010 部屬。

## 使用者

日本陸上自衛隊裝備的M24

- 阿富汗
  - 阿富汗國民軍
- 阿富汗伊斯蘭酋長國：繼承自前伊斯蘭共和國政權。
- 阿根廷
- 巴西
- 智利
- 哥伦比亚
- 埃及
- 薩爾瓦多
- - 喬治亞武裝部隊
- 匈牙利
  - 匈牙利陸軍特種部隊
- 伊拉克
  - 伊拉克特種作戰部隊
- 伊拉克库尔德斯坦
- 以色列
  - 以色列國防軍
- 日本[5]
  - 陸上自衛隊（M24命名為“對人狙擊槍”，M24A2命名為“對人狙擊槍(B)”）
- 黎巴嫩[6]
- 墨西哥
- 菲律賓
- 中華民國
- 美国
  - 美國陸軍（被M2010增強型狙擊步槍所取代）
  - 部分地方警察局
- 委內瑞拉
- 葉門

## 流行文化

### 電影
- 2018年—：型號為M24，配備狙擊鏡，由美國陸軍第5特種部隊群所使用。

### 電子遊戲
- 2002年—《美國陸軍二》[7]
- 2005年—
- 2007年—《Online》：型號為M24，城市迷彩塗裝，配備兩段放大功能的狙擊鏡，奇怪地以外型為5發容量的10發可拆式彈匣供彈。武器模組採用鏡像佈局（右手持槍時拉機柄及拋殼口在左邊）。
- 2008年—：型號為M24，預設配備狙擊鏡，奇怪地以可拆式彈匣供彈。
- 2010年—：型號為M24A2，命名爲「M24 Sniper」。預設配備狙擊鏡。
- 2010年—《戰地之王》：配備狙擊鏡，戰谷代理時為狙擊兵的基本槍款（現已被Blaser R93取代，且該槍枝為不可改裝的訓練用槍械；現今只有從戰谷時期走過來的玩家才會有該槍械）。
- 2010年—《榮譽勳章》：型號為M24A3，預設配備狙擊鏡，僅於聯機模式登場，由聯軍狙擊兵所使用。
- 2017年—《绝地求生》: 型号为M24A3，命名為“M24”，5月30日前只能在空投中獲得。5月30日的更新改為能在房屋獲得。使用7.62口徑子彈。作為一枝栓動狙擊槍，可配備：所有狙擊步槍槍口及彈匣、所有瞄具、托腮板。
- 2018年—《叛亂：沙漠風暴》：M24為安全部隊專屬武器，預設使用機械瞄具。
- 2018年—《地面部隊》（Ground Branch）：型號為M24。
- 2021年—《戰地風雲2042》：型號為M24A2，配備狙擊鏡，作為戰地風雲入口的武器登場。
- 2019年—：命名為“SP-R 208”，為第六季新增武器，預設使用.300溫徹斯特馬格南彈及機械瞄具，更換RK SP-TAC槍托可以升級為M2010狙擊步槍，除了溫徹斯特馬格南，還有另外兩種子彈選項，分別為.300诺玛麥格農（.338 Norma Magnum）和.338拉普麥格農。
- 2022年—《決勝時刻：現代戰爭II 2022》：型號為M24A2，有兩種版本，分別命名為“SP-R 208”和“LA-B 330”。

### 動畫
- 2020年—《達爾文遊戲》：由柏木鈴音（聲優：大森日雅）所使用。

### 輕小說
- 2014年—《刀劍神域外傳Gun Gale Online》：由Narrow小隊的狙擊手Saika所使用。

## 外部連結
- （英文）—FM 23-10狙擊訓練[]
- （英文）—Mel's狙擊手中心（M24 SWS）
- （英文）—Modern Firearms—US Army M24 （页面存档备份，存于）
- （英文）—雷明登軍用產品介紹 （页面存档备份，存于）
- （英文）—雷明登执法部門產品介紹
- （中文）—槍炮世界—M24 SWS （页面存档备份，存于）
- （中文）—槍炮世界—AT1-M24 （页面存档备份，存于）